# Алимбетов, Копбай
Копбай Алимбетов (1904, а. Шалдар Байдибекского района Туркестанской области — 1985) — казахский народный поэт. Был учеником Нурали Нысанбайулы.
Автор дастанов: «Алмас — болат», «Туған өлкем», «Алатау — ырыс аймағы», «Арыс-Түркістан каналы», «Ақ бидай» и др., в которых описывается жизнь аула. Состязался с поэтами: А.Нысанбековым (1943), М.Султанбековым (1945), Ж.Жакыновым (1957), А.Айтаковым (1964), К.Толеуовым (1965) и др. Его айтысы и стихи были собраны в сборниках «Айтыс» (1966), «Ақындар жырлайы» (1968 Происходил из рода Сиргели Старший жуз.